# Fran Korun-Koželjski
Fran Korun vzdevek Koželjski, slovenski skladatelj in glasbenik, * 22. december 1868, Velenje, † 1. december 1935, Celje.

## Življenje
Fran Korun se je rodil 22. decembra 1868 v Velenju, kjer je tudi obiskoval osnovno šolo kasneje se vpisal na meščansko šolo v Krškem, šolanje pa končal na trgovski šoli v Trstu. V glasbi je bil najprej samouk, pozneje pa se je je učil na Dunaju (Avstrija), kjer je sočasno opravil vojaški izpit za kapelnika. Kasneje je deloval kot pevovodja pri raznih pevskih društvih ter kot kapelnik pri novoustanovljeni Narodni godbi v Celju. A njegovo udejstvovanje se ni omejilo le na glasbo. Dejaven je bil tudi v trgovski dejavnosti kot tajnik Južnoštajerske hranilnice v Celju. V prostem času je zbiral ljudske pesmi, napisal prvi slovenski citrarski učbenik, več citrarskih skladb in prvo slovensko violinsko šolo.

## Dela
- 1907: Poduk v igranju na citrah, I-IV
- 1910: Violinska šola ali pouk v igranju na goslih I
- Skladbe I. zv. (moški in mešani zbori a capella in s spremljanjem klavirja, samospevi s klavirjem in klavirske skladbe)
- Venec slov. plesov za klavir
- Album slov. pesmi za gosli in klavir
- več zborov oz. četverospevov
- več instrumentalnih del za godalni in pihalni orkester